# ديف إنغرام
ديف إنغرام (بالإنجليزية: Dave Ingram)‏ هو مغني بريطاني، ولد في 25 يناير 1969 في برمنغهام في المملكة المتحدة.

## وصلات خارجية
- ديف إنغرام على موقع ميوزك برينز (الإنجليزية)
- ديف إنغرام على موقع ديسكوغز (الإنجليزية)